# تبعیض علیه معتادان
تبعیض نسبت به معتادان مواد مخدر، نوعی تبعیض نسبت به افرادی است که از اعتیاد به مواد مخدر رنج می‌برند. در اذهان عمومی، معتادان به عنوان افرادی که ویژگی‌های نامطلوبی دارند دانسته می‌شوند و به همین دلیل برخی افراد، معتادان را پیش‌داوری می‌کنند و با ترس با آن‌ها برخورد می‌کنند. در برخی اعلامیه‌ها، تبعیض نسبت به معتادان نوعی نقض حقوق بشر دانسته می‌شود.